# Sommer Motorradtechnik

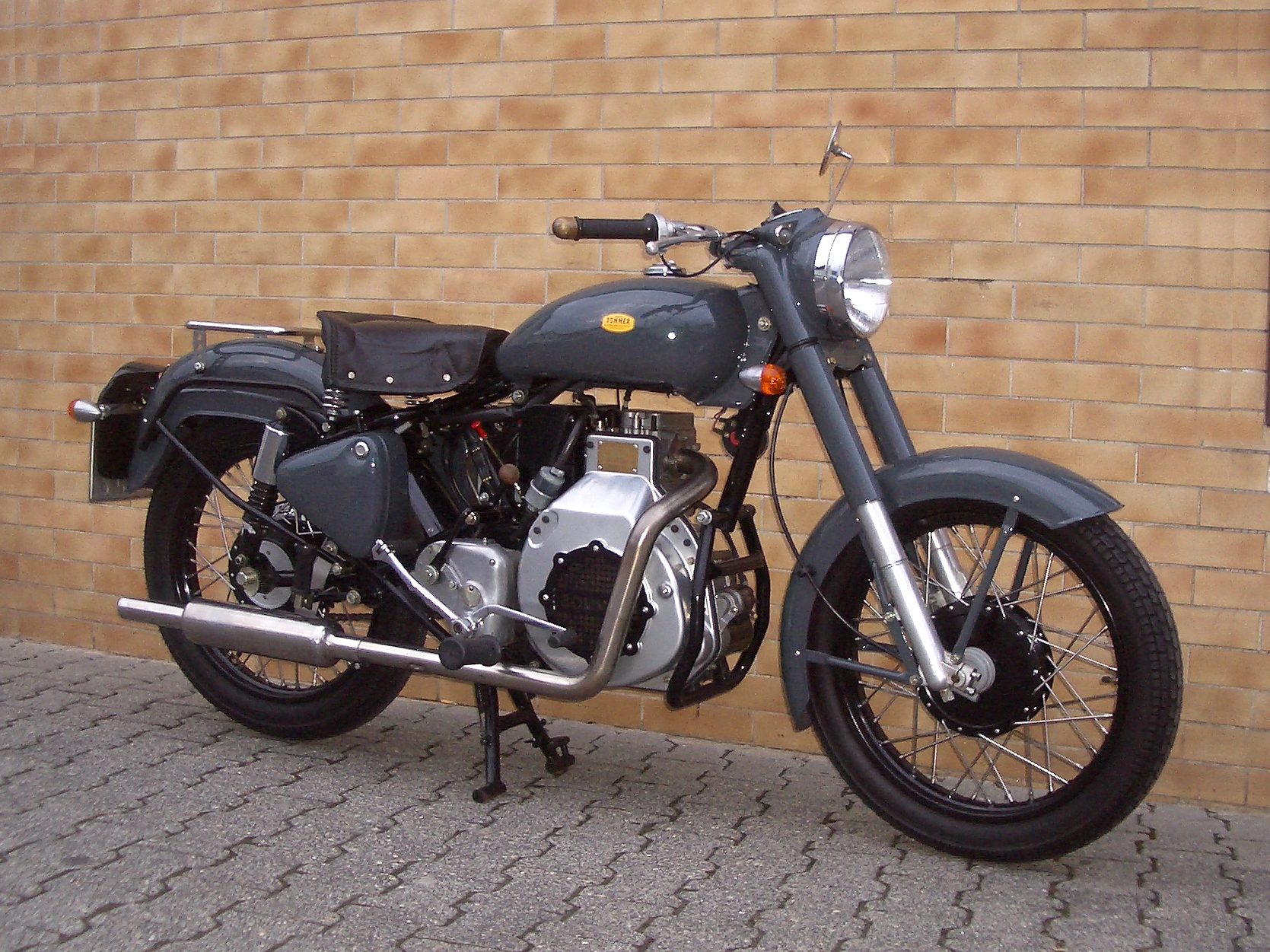
Modell Sommer Diesel 462

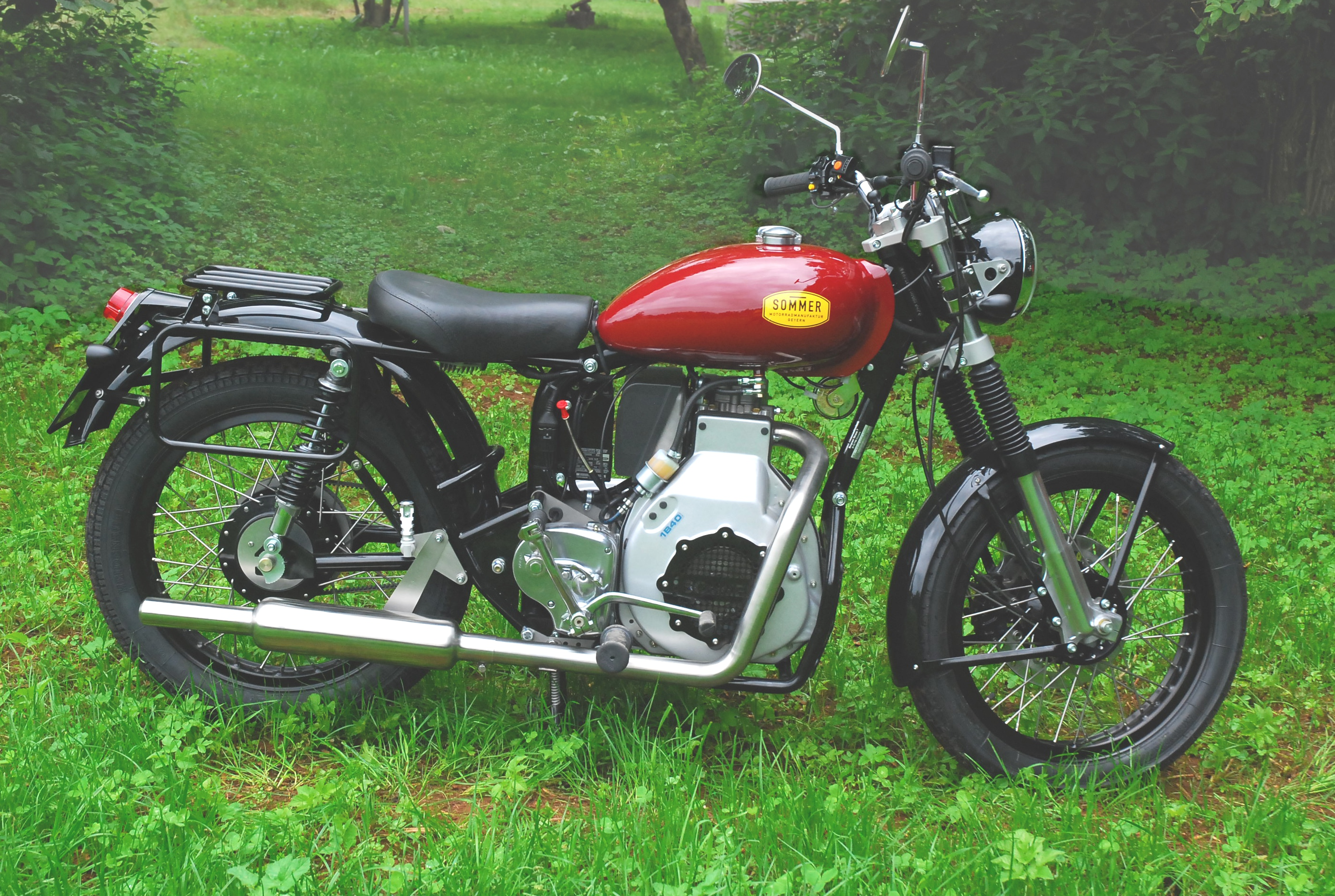
Modell Sommer Diesel 516

Sommer Motorradtechnik ist ein deutscher Hersteller von Dieselmotorrädern mit Sitz im mittelfränkischen Bergen-Geyern. In Kleinserie werden jährlich etwa 30 bis 50 Fahrzeuge gefertigt.

## Geschichte
Jochen Sommer (* 1966) ist gelernter Maschinenschlosser und Diplom-Ingenieur Maschinenbau. Seine Diplomarbeit schrieb er bei dem Schweizer Motorradhersteller, Motorradtuner und Importeur Egli zum Thema Homologation und Tuning. 1993 eröffnete er im südhessischen Eppstein-Vockenhausen ein Verkaufsgeschäft und einen Reparaturbetrieb für Motorräder von Royal Enfield. Wie auch sein Mentor Fritz Egli, der Importeur der Marke für die Schweiz war, machte sich Sommer in der Folge einen Namen als „Tuner“ für die indischen Motorräder und fertigte Individualumbauten.
Die indische Marke hatte in den 1990er Jahren das erste Dieselmotorrad auf den Markt gebracht, das sich jedoch nicht durchsetzte. Im Jahr 2001 entstand bei Egli und Sommer der Gedanke, ein Dieselmotorrad zu bauen. Den Rahmen bot die bekannte Enfield Bullet, beim Motor entschieden sie sich für den Einzylinder-Dieselmotor der Motorenfabrik Hatz, der ansonsten eher als Industriemotor in Baumaschinen und anderen Motorgeräten zu finden ist. Die Umsetzung des Projekts besorgte letztlich Sommer allein, während Egli später den Import in die Schweiz übernahm.
Die Serienfertigung des Modells „Sommer Diesel 462“ auf Basis eines Fahrgestells von Royal Enfield (Bullet 350 und 500) begann 2002. 2003 wurde die EG-Genehmigung erteilt, und 2004 wurde das Modell gefertigt. 2005 erfolgte der Vertrieb europaweit. Neben Händlern in Berlin, Hannover und dem süddeutschen Raum war seine Marke zu dieser Zeit auch in der Schweiz und in Großbritannien vertreten.
Nachdem Royal Enfield die Produktion der Modelle Bullet 350 und 500 einstellt hatte, endete mit dem Jahrgang 2010 die Produktion des Modells „Sommer Diesel 462“. Im Februar 2011 stellte Sommer daher auf ein neues Fahrwerk aus eigener Produktion um. Der Rahmen wird aus Stahlrohr gefertigt. Sommer bezieht die meisten Teile extern. Seit Mitte 2015 ist Sommer in Bergen-Geyern in Mittelfranken ansässig.
Das aktuelle Modell „Sommer Diesel 516“ erfüllt die Abgasnorm Euro 4, wird jedoch ohne ABS gefertigt. Die hohen Kosten des ABS stellen nach Aussagen Sommers für den Kleinserienhersteller ein schwer zu überwindendes Problem dar. Die Betriebserlaubnis für das Modell Diesel 516 gilt bis 2021; danach müssen alle neu zugelassenen Motorräder über ein ABS verfügen.

## Motorräder
- Sommer Diesel 462, produziert von 2004 bis 2010, basierte auf einem zugelieferten Rahmen von Royal Enfield
- Sommer Diesel 516, produziert seit 2011 mit selbst entwickeltem und hergestellten Rahmen

## Technische Daten

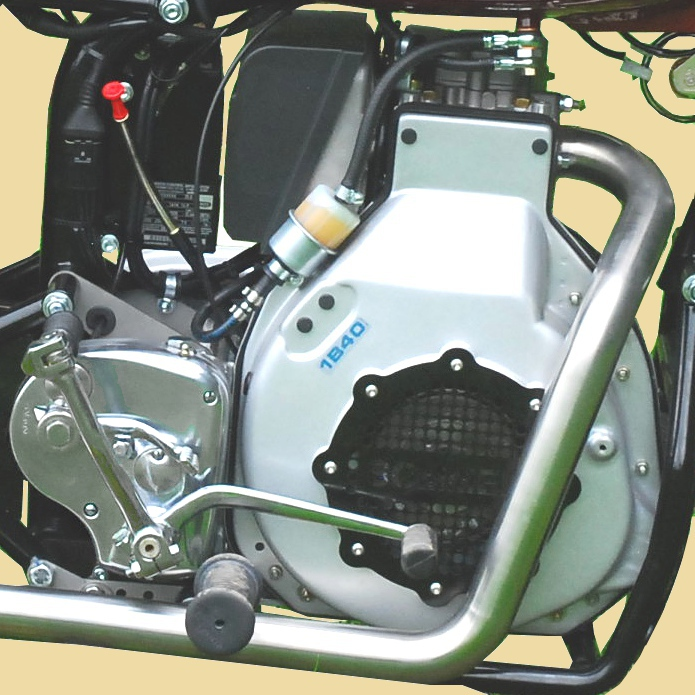
Getriebe mit Kickstarter und Schalthebel, Motor mit Gebläse (rechte Seite)

| Kenngrößen               | Sommer Diesel 516 (2020) |
| ------------------------ | --- |
| Motor                    | Einzylinder-Viertakt-Dieselmotor                                                                                              |
| Ventilsteuerung          | untenliegende Nockenwelle, Stoßstangen und Kipphebel                                                                          |
| Hubraum                  | 516 cm³ |
| Leistung                 | 8,5 kW (12 PS) bei 3500/min                                                                                                   |
| Maximales Drehmoment     | 27,5 Nm bei 2000/min |
| Kühlung                  | Luft (Gebläse und Fahrtwind)                                                                                                  |
| Kraftübertragung         | Primärantrieb über Duplexkette, Vierganggetriebe mit Klauenschaltung (Fußschalthebel rechts), Hinterradantrieb mit Zahnriemen |
| Rahmen                   | Einschleifen-Stahlrohrrahmen mit geschlossenen Unterzügen, Teleskopgabel, Hinterradschwinge mit zwei Federbeinen              |
| Bremsen                  | Vorn Einzelscheibenbremse 280 mm mit Zweikolbenschwimmsattel, hinten Bremstrommel 152,4 mm (kein ABS)                         |
| Radstand                 | 1410 mm |
| Sitzhöhe                 | 760 mm |
| Reifen vorn/hinten       | 3,25–19/3,50–19 |
| Leergewicht              | 165 kg |
| Zulässiges Gesamtgewicht | 350 kg |
| Tankinhalt               | 13,5 l |
| Verbrauch                | ca. 2–2,5 l/100 km |
| CO₂-Ausstoß              | 47 g/km |
| Höchstgeschwindigkeit    | ca. 100 km/h |
| Preis                    | 9.950 Euro |

Herstellerangaben